# Park Güell

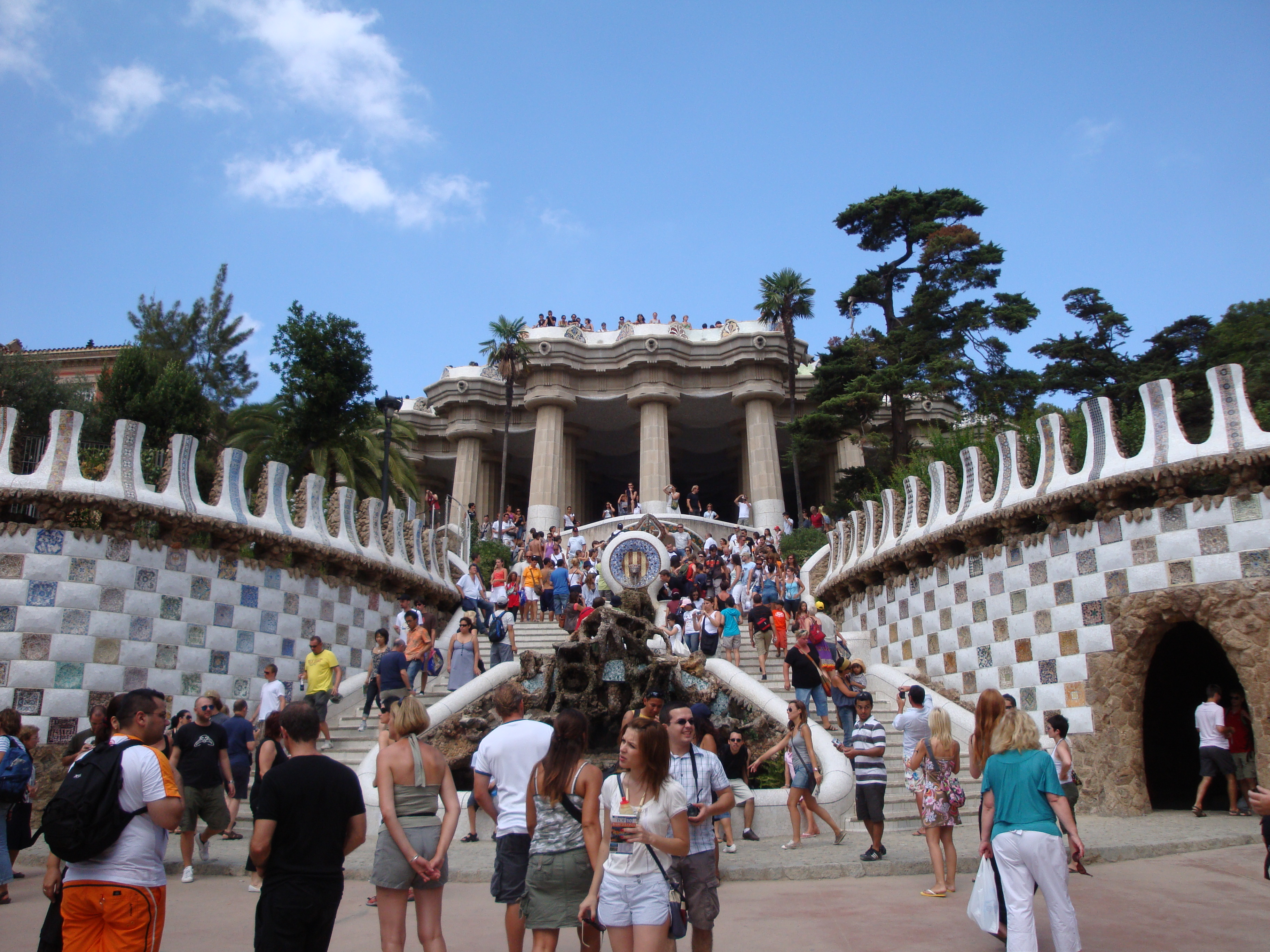
Haupttreppe

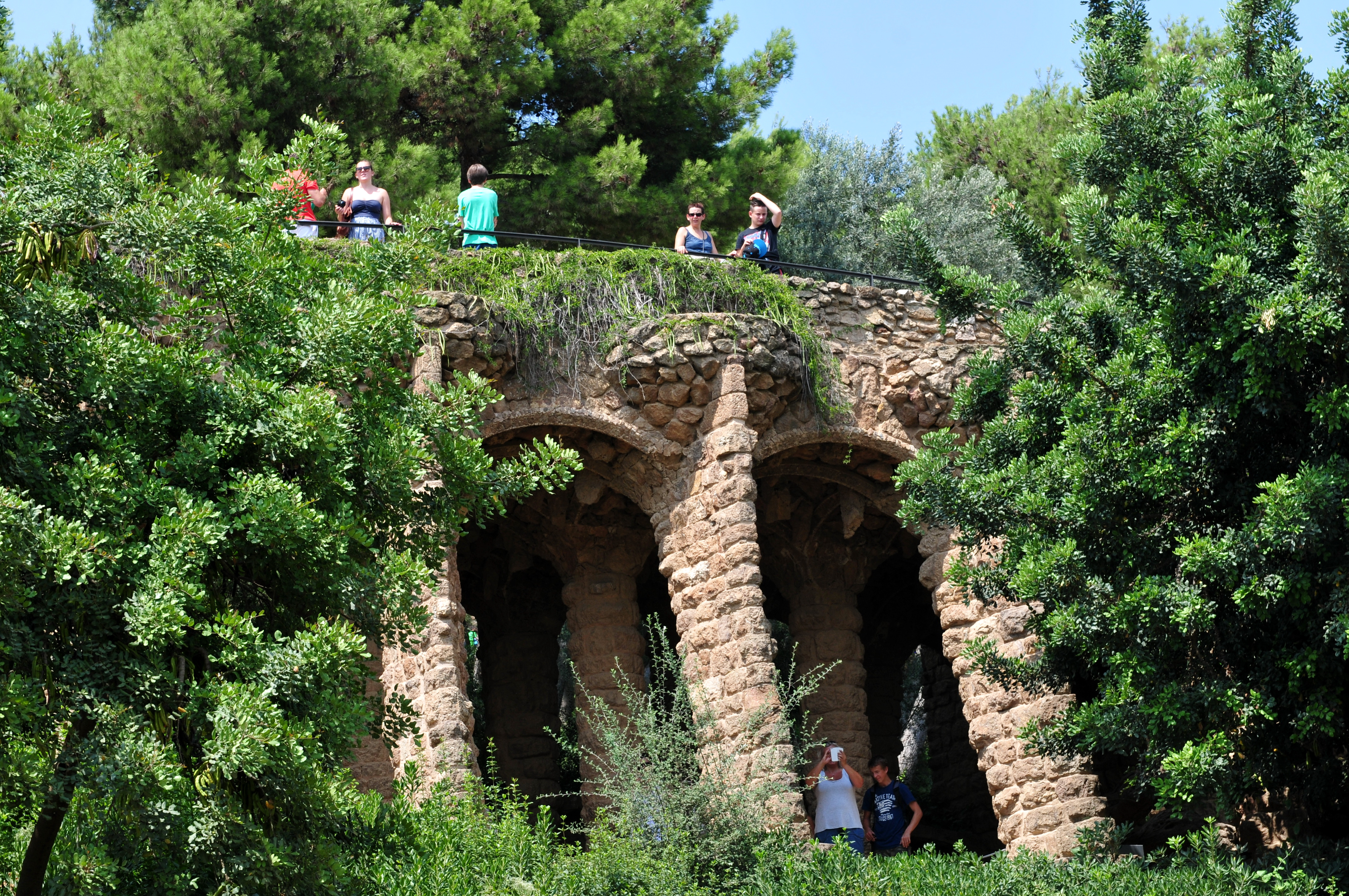
Fußgängerbrücke

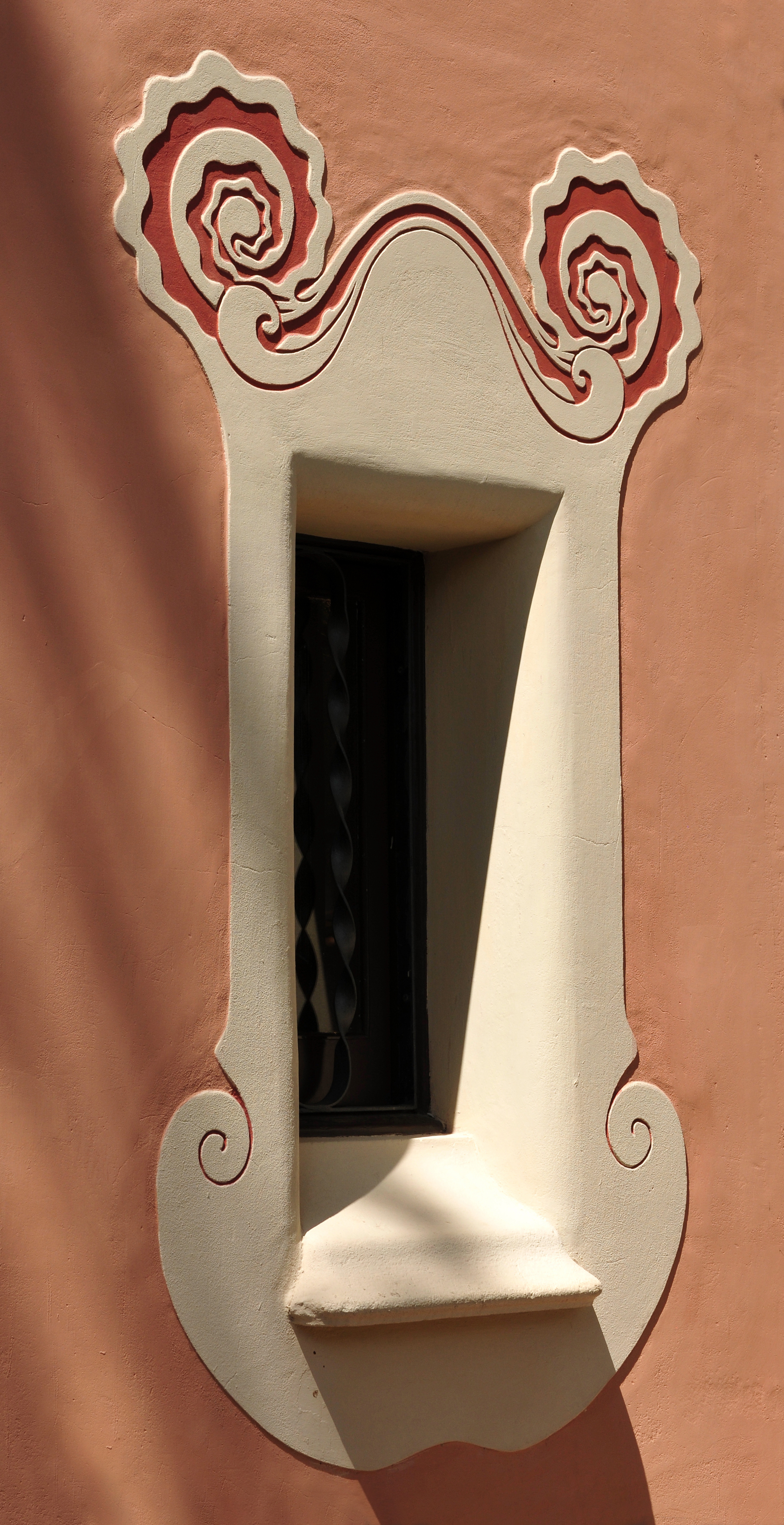
Fenster im Casa-Museu Gaudí

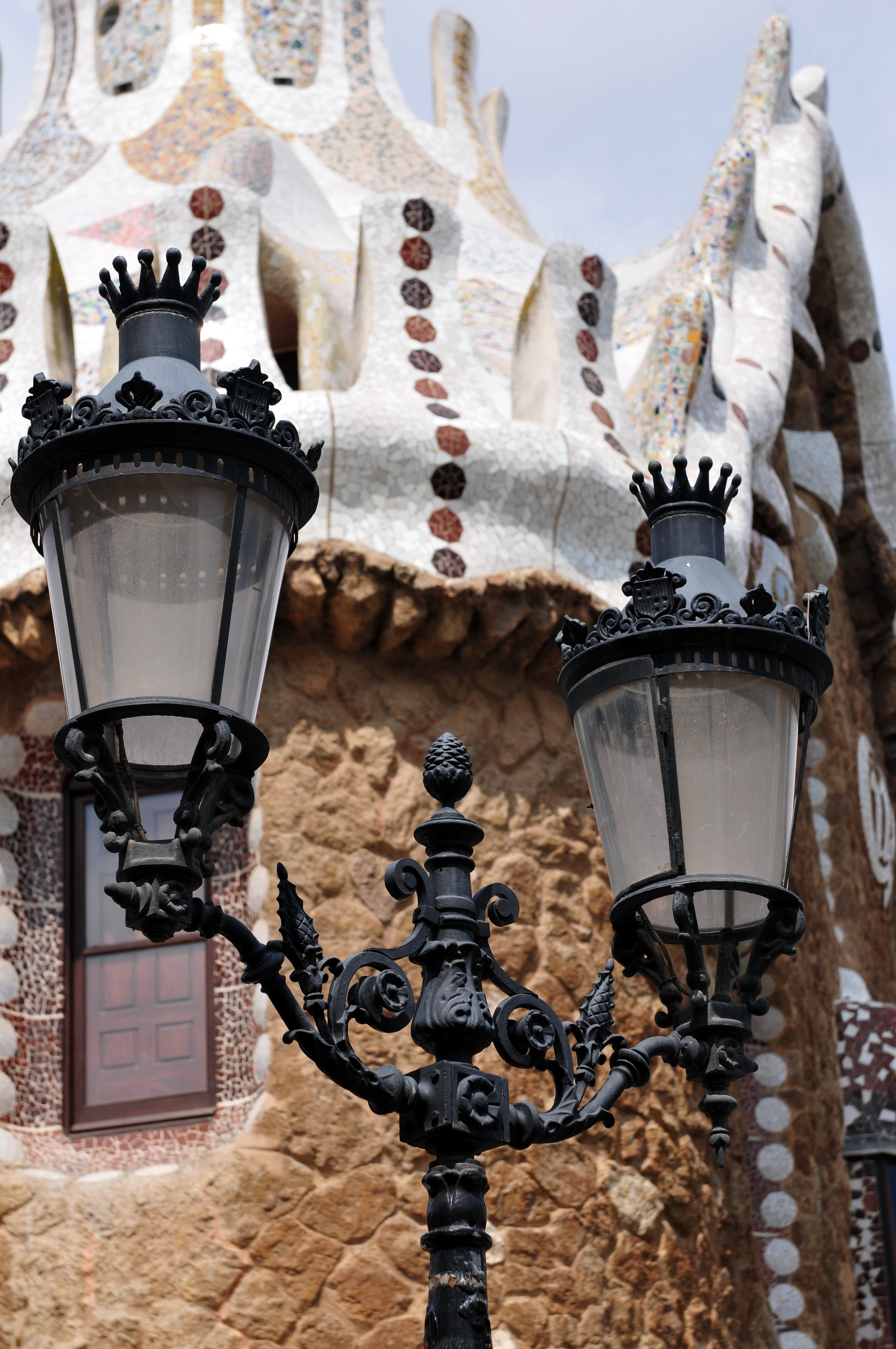
Laternen am Eingangsgebäude

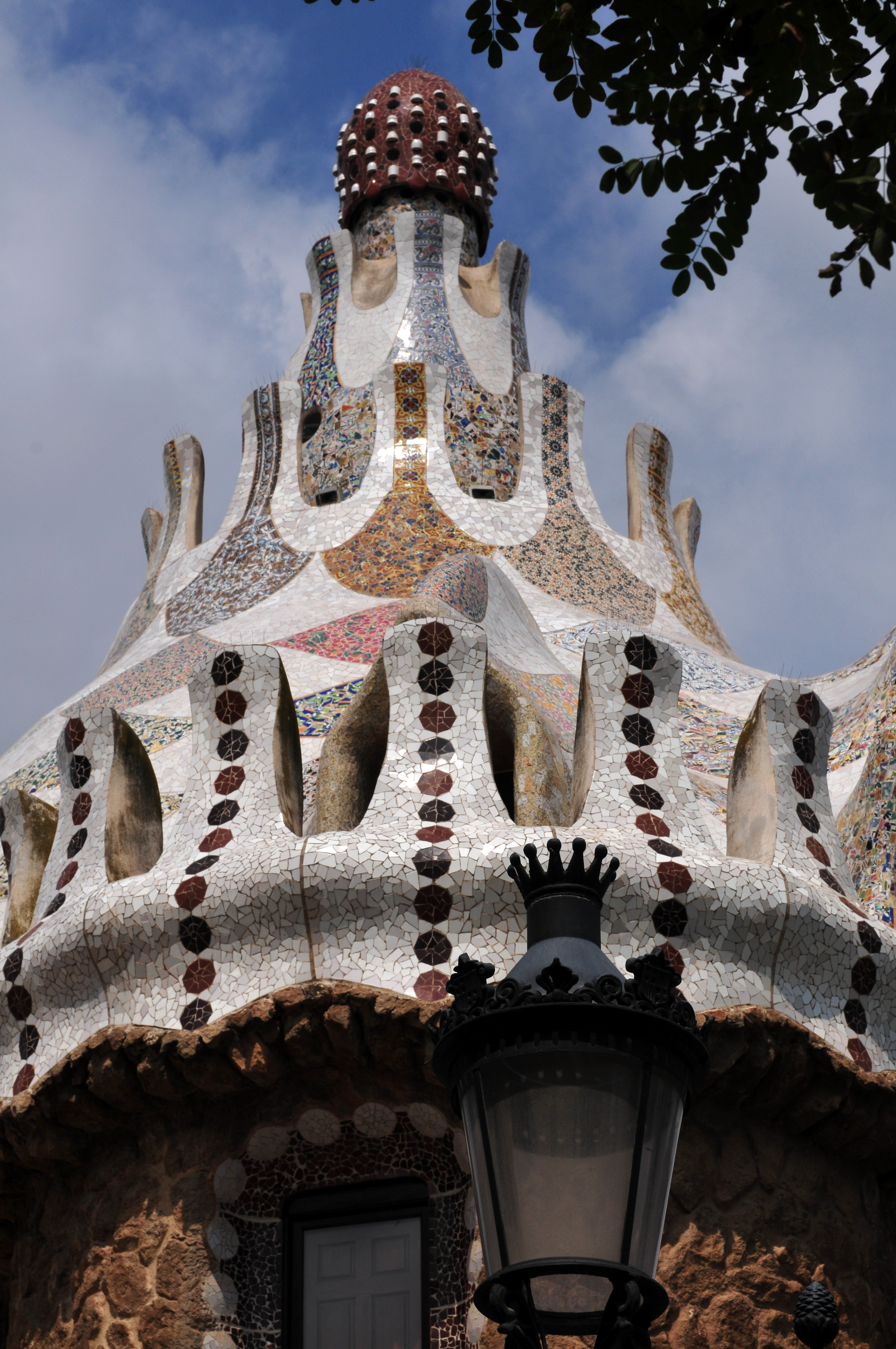
Dachdetail

Der Park Güell [ɡʊ̯eʎ] (Katalanisch Parc Güell, Spanisch Parque Güell) ist eine Parkanlage in Barcelona im Stadtbezirk Gràcia im Ortsteil La Salud. Er wurde von 1900 bis 1914 von Antoni Gaudí im Auftrag von Eusebi Güell erschaffen und hat eine Größe von 17,18 ha.

## Entstehung
Der Park war eine Auftragsarbeit für den Industriellen Eusebi Güell. Dieser war von den englischen Gartenanlagen sehr beeindruckt und wollte eine solche auch in Barcelona haben. Antoni Gaudí plante daraufhin eine Gartenstadt mit über 60 Villen. Zur Finanzierung sollten diese schon im Vorfeld verkauft werden. Das Vorhaben scheiterte, und es wurden nur zwei Parzellen verkauft, so dass der Park wegen fehlender Mittel nicht fertiggestellt werden konnte. Es wurden nur drei Häuser gebaut: das Wohnhaus der Familie Güell, heute eine Schule, das Wohnhaus Gaudís, seit 1963 als Casa-Museu Gaudí ein Museum, und das Wohnhaus eines befreundeten Architekten, das noch heute bewohnt ist.
Gaudí achtete bei der Anlage des Parks nicht nur auf umweltgerechtes, sondern auch auf kostengünstiges Bauen: Er verzichtete auf große Erdbewegungen und passte seine Pläne dem hügeligen Terrain an. Dabei verwendete er Stützmauern und Terrassen. Diese fügen sich durch ihre organischen Formen einzigartig ins Gelände ein und vermitteln den Eindruck absoluter Natürlichkeit. Die benötigten Materialien fand der Baumeister auf dem Gelände selbst. Für die vielen Mosaike verwendete er Abfälle der nahen Keramikfabriken. Allerdings war die Bauweise selbst sehr teuer, da alles in Handarbeit angefertigt werden musste.

## Der Park
Den Eingang des Parks bilden zwei Pförtnerhäuser mit markanten „Zuckergussdächern“. Daran anschließend führt eine große Freitreppe zum Terrassenplatz, der Treffpunkt für Besucher, Musiker und Maler ist. Hier finden regelmäßig kulturelle Veranstaltungen statt. Der Park beherbergt das Wohnhaus Gaudís, in dem er von 1906 bis 1925, ein Jahr vor seinem Tod, lebte. Heute dient es als Museum für von Gaudí entworfene Möbelstücke sowie Zeichnungen. Seit 1984 gehört der Park Güell neben weiteren Werken Gaudís zum UNESCO-Weltkulturerbe.

### La Plaça
Den Mittelpunkt des Parks bildet ein 3000 m² großer Terrassenplatz in Form eines Ovals, der zwischen 1907 und 1913 angelegt wurde. Der Platz wird von 86 Säulen getragen, die sich darunter befinden und eine große Halle bilden. Seine Begrenzung ist wellenförmig, 110 Meter lang und dient zugleich als Sitzgelegenheit. Diese ist mit kleinsten Keramik- und Kristallsteinchen überzogen. Es ist das Werk von Josep Maria Jujol, der hier die Techniken des Trencadís (‚Bruch‘), eine Mosaikarbeit, angewendet hat. Nach der ursprünglichen Planung sollte der Platz ein griechisches Theater darstellen, das für Gemeindeversammlungen und kulturelle sowie religiöse Feste geeignet gewesen wäre. Der äußere Teil ist mit Wasserspeiern besetzt, durch die das Regenwasser ablaufen kann.
Die wellenförmige Bank ist aus einer Abfolge von konkaven und konvexen Abschnitten zu je 1,5 Meter konstruiert. Ihre Gestaltung wurde dem menschlichen Körper nachempfunden. Die Grundlage der Mosaikarbeit ist weiß; sie wird von einer keramischen Dekoration gekrönt. Sie ist eine Collage mit abstrakten Motiven, aber auch mit figurativen Elementen wie Tierkreiszeichen, Sternen, Blumen, Fischen und Krebsen.

### Übertourismus und Zugangsbeschränkungen
Seit Oktober 2013 kann ein Teil des Parks nur noch mit kostenpflichtiger Eintrittskarte betreten werden. Dies betrifft zwar nur 7,9 % des Parkgeländes, dabei handelt es sich aber um den für Touristen interessantesten Teil, die sogenannte Àera monumental, in der sich unter anderem die Drachentreppe und der Sala Hipòstila befinden. 2012 hatten etwa 9 Millionen Menschen diesen Parkteil besucht. Seit 2020 kann der gesamte Park nur noch mit einem Ticket besucht werden.
Die Stadt- und die Parkverwaltung sahen im jährlich größer werdenden Besucheransturm durch Overtourism eine Gefahr für die historischen Parkanlagen und deren Bauten. Jetzt werden nur noch höchstens 400 Menschen innerhalb von 30 Minuten in den abgesperrten Teil eingelassen. Bei einer von der Parkverwaltung geschätzten Verweildauer von rund einer Stunde soll erreicht werden, dass sich nur noch etwa 800 Menschen gleichzeitig in der Àera monumental aufhalten. Vor der Einführung des Eintrittsgeldes strömten in Spitzenzeiten bis zu 5.000 Menschen pro Stunde in diesen Bereich des Parks.
Die Besucherzahlen sind seitdem erheblich gesunken: In den ersten elf Monaten nach Einführung des Eintrittsgeldes waren es nur noch knapp 2,4 Millionen. 93,5 % von ihnen waren ausländische Touristen, nur 0,5 % Katalanen und 6,0 % kamen aus anderen Regionen Spaniens. Im Jahr 2017 wurde der Park von 3,12 Millionen Menschen besucht. Bewohner der direkt an den Park angrenzenden Viertel (El Coll, Vallcarca-Penitents, La Salut, El Carmel und Can Baró) haben weiterhin freien Eintritt. Allerdings müssen sie eine kostenlose Eintrittskarte bei der Stadtverwaltung anfordern.

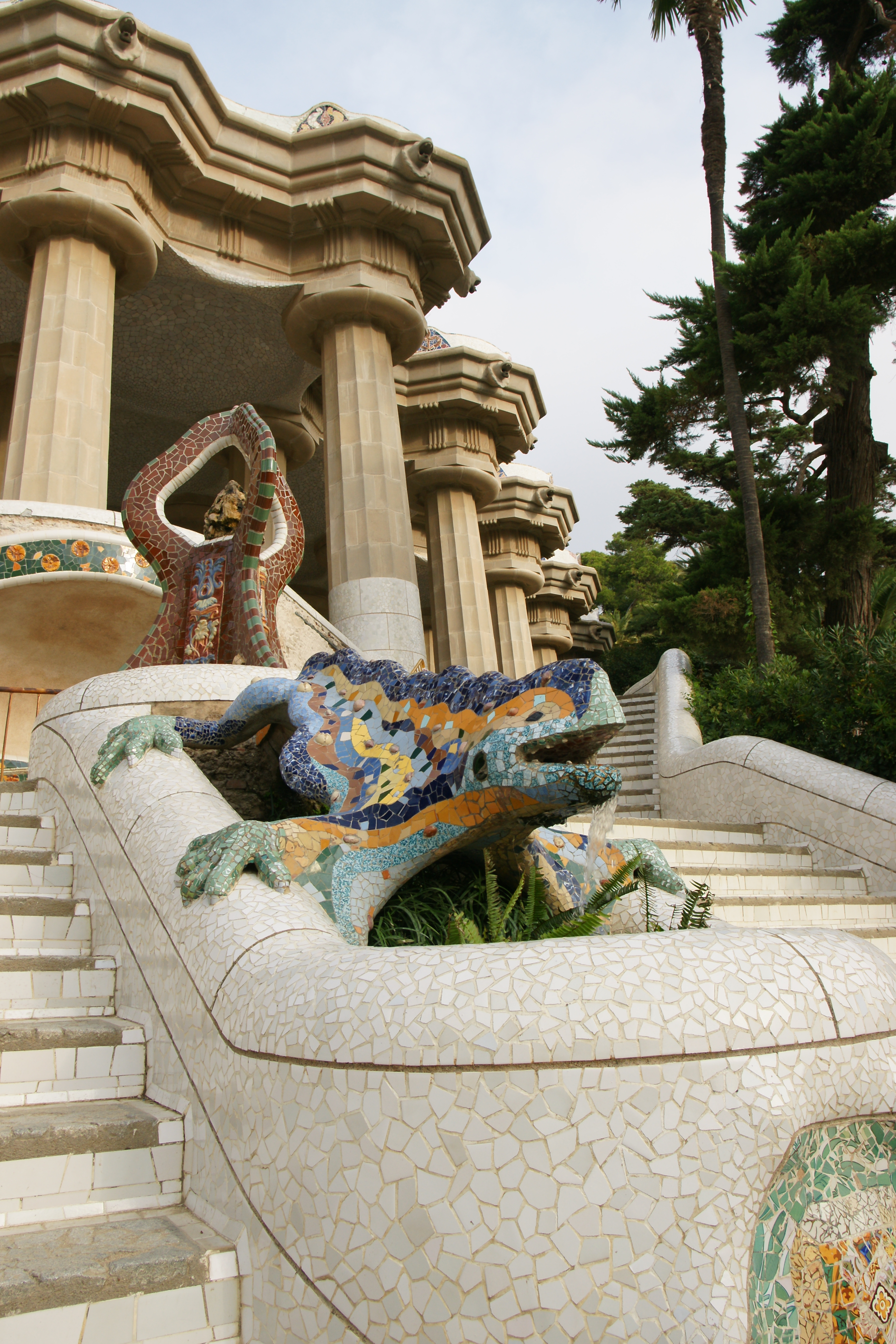
Salamander-Fontäne
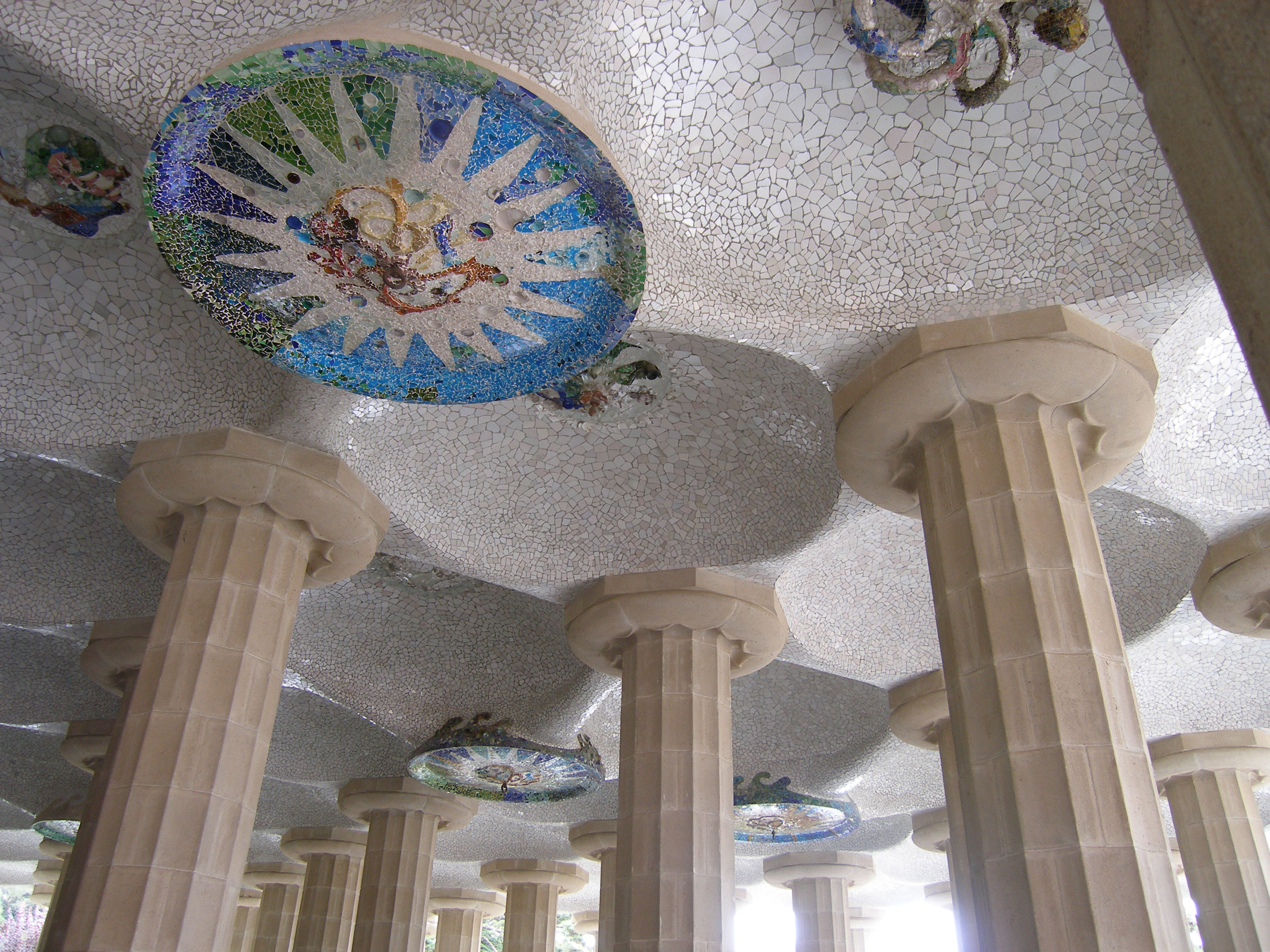
Decke der Sala Hippostila
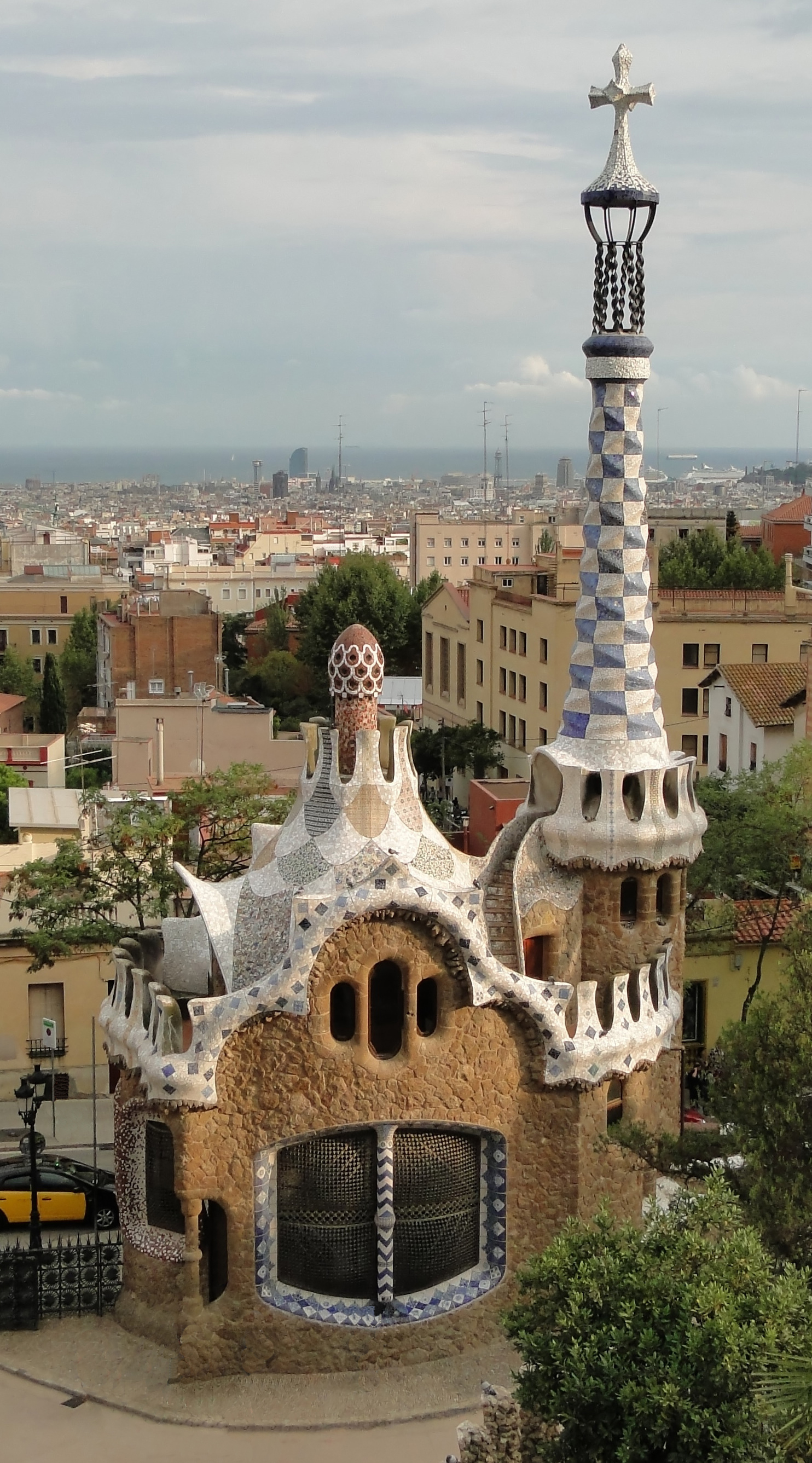
Turm der Portierloge